# غزوانه (روستا)
 غزوانه  (در عربی:  الغَزوانَة )
نام روستایی است در عزلهٔ (مخلاف العود)، در دهستان الغُربان از توابع استان 
عَدَن در کشور یمن در شبه جزیره عربستان. 

## جمعیت
جمعیت آن (۷۰ ) نفر (۸ خانوار) می‌باشد.